# Valencia CF
A Valencia Club de Fútbol, röviden Valencia CF a spanyol labdarúgó-bajnokság egyik legismertebb és legeredményesebb klubja. Székhelye a Valencia tartományban található Valencia városa. Az egyesületet 1919. március 18-án alapították. Az élvonalba először az 1930-31-es szezont követően jutott fel. A klub azóta 6 spanyol bajnoki címet nyert és 7 alkalommal hódította el a spanyol labdarúgókupát. Emellett 2 ízben bejutott az UEFA Bajnokok Ligája döntőjébe is.

## Története

### A kezdetektől 1923-ig
1919-ben a Turia folyó partján található Torino bárban kezdődött a labdarúgócsapat létrehozásának megvalósítása. A Valencia Club de Fútbol első elnökét, Octavio Augusto Milego Díazt pénzérme feldobásával választották meg Gonzalo Medina Pernás ellenében, aki ezt követően osztályvezetői beosztást kapott. Az egyesület megalapítása 1919. március 18-án történt. A klub székhelye ebben az időszakban a Barcelona utcában volt található. Milego, Medina és a megválasztott igazgatótanács is innen irányították a klubot. Utóbbi testületet a Pascual testvérek, Julio Gascó, Andrés Bonilla, José Llorca, Fernando Marzal és Adolfo Moya alkották. Tevékenységüknek nem volt visszhangja, mivel ebben az időben a sajtó nem foglalkozott a sporttal, emellett a társadalmi-politikai helyzet is bizonytalan volt. A városban a Valencia CF megalapítása előtt is ismerték a labdarúgást, azonban ekkor még nem létezett egyetlen domináns klub sem. Maga a játék a citrus exportálásában részt vevő személyek közvetítésével jutott el Nagy-Britanniából Valencia városába. Ez volt a helyzet Francisco Sinisterra és Ramón Leonarte esetében is. Emellett ismertségében szerepe volt annak is, hogy gyakran lehetett látni brit tengerészeket a kikötőkben játszani. 1908-ban már számos csapat létezett a városban. Többek között a Levante, a Gimnástico FC és a Hispania vagy Hispano. A csapat első mérkőzésére 1919. május 21-én idegenben, a valenciai Gimnástico FC otthonában, Castellónban került sor. A találkozót a Gimnástico FC nyerte 1:0 arányban.
Az első valenciai csapat összeállítása a következő volt: Marco, Peris, Julio Gascó, Marzal, Llobet, Ferré, Fernández, Umbert, Martínez Ibarra, Aliaga és Gómez Juaneda
A klub első saját stadionja az Algirós volt, melyet 1919. december 7-én nyitottak meg. 1923-ig, a Mestalla Stadion átadásáig itt játszott a csapat. A felavató mérkőzésen a Valencia CF ellenfele a castellóni Castalia együttese volt. A találkozó gól nélküli döntetlenre végződött. A másnap újrajátszott mérkőzést a Valencia CF 1:0-ra nyerte meg. A csapat találkozóira egyre többen látogattak ki és a belépődíj fedezte a klub kiadásait. 1923-ban a Valencia CF nyerte meg a regionális bajnokságot és története során először részt vehetett a spanyol labdarúgókupában. Ellenfele a Sporting de Gijón lett. Az első mérkőzést az Algirós Stadionban játszották rekord látogatottsággal. A találkozót a Valencia CF nyerte 1:0-ra, Montes találatával. A visszavágón azonban a Sporting de Gijón 6:1-re diadalmaskodott. Mivel az elért pontok és nem a gólarány számított, ezért újabb mérkőzésre került sor, melyet a Valencia CF ismét elvesztett, ezúttal 2:0-ra. Ennek ellenére az elért eredmények bizonyították, hogy a csapat képes a vezető szerep átvételére a valenciai csapatok között. A sikerekkel párhuzamosan egyre nőtt a klub szurkolótábora is. Ebben az időszakban a csapat legjelentősebb játékosai Arturo Montesinos (becenevén Montes) és Eduardo Cubells voltak. Versengésük megosztotta a szurkolókat, azonban ez egyben növelte a versenyszellemet is, amely jót tett a csapatnak. A kevésbé fizikai, de technikásabb Eduardo Cubells lett az első valenciai játékos, aki meghívót kapott a spanyol labdarúgó-válogatottba. A klub jelentőségének megnövekedése új stadion, az azóta ismertté vált Mestalla megépítéséhez vezetett.

### 1923-tól 1940-ig

A Valencia CF csapata 1927-ben

A stadion területét Ramón Leonarte elnök vásárolta meg 1923 januárjában 316 439 pesetáért. Befogadóképessége 17 000 fő volt. A szükséges munkálatokat Francisco Almenar építészre, a klub későbbi elnökére és Ramón Ferré építési vállalkozóra bízták. Az új stadion felavatására 1923. május 20-án került sor. A Valencia CF ellenfele a Levante UD volt. A mérkőzést a valenciai együttes nyerte 1:0-ra, Montes találatával. Egy héttel később pedig a Dundee United FC csapatát látták vendégül. A skót együttes mindkét mérkőzését megnyerte (3:0 és 1:0). 1923-ig a csapatnak nem volt valódi edzője. Az 1923‑1924-es szezon előtt azonban a klub felkérte a cseh Anton Fivbert az edzői poszt ellátására. Fivber leginkább a fiatal játékosokat favorizálta.
Az 1920-as évek végén érkezett a klubhoz Luis Colina, aki 1928-tól 1956-ig műszaki titkárként tevékenykedett. Colina jelentősen hozzájárult a klub sikerességéhez. Az utánpótlás-nevelés megszervezése mellett jó érzékkel szerződtetett új játékosokat. Az addig létező regionális bajnokságok helyett, az egész országot átfogó bajnokság létrehozása egyre fontosabbá vált. A klub részvétele az első osztályban azonban még néhány évet váratott magára. Az élvonal csapatai a spanyol labdarúgókupa 6 nyertese, valamint 3 második helyezettje közül került ki. Az utolsó kiadó helyért a Valencia, a Betis, a Sevilla FC és a Racing de Santander vetélkedett. A küzdelemből azonban az utóbbi csapat került ki győztesen, így a Valencia CF a megszülető spanyol bajnokság első évét a másodosztályban kezdte. A csapat történelmi bemutatkozására 1929. február 17-én került sor a Mestalla Stadionban, a Real Oviedo elleni, 4:2-re megnyert találkozón. Imossi és Navarro 1-1 találatot szerzett, míg Silvino 2 góllal vette ki a részét a sikerből.
A mérkőzésen a következő játékosok szerepeltek: Pedret, Torregaray, Moliné, Salvador, Molina, Amorós, Pérez, Imossi, Navarro, Silvino és Sánchez
A másodosztályban eltöltött 3 szezon után, az 1930-31-es bajnokságban a csapat, Fivber edző vezetésével nagy fölénnyel kiharcolta az élvonalba jutást. 
A feljutást kiharcoló csapat tagjai a következő játékosok voltak: Cano, Villarroya, Conde I, Melenchón, Torregaray, Pasarín, Torres, Amorós, Arilla, Conde II, Imossi, Molina, Salvador, Costa, Navarro, Octavio, Perona, Picolín, Ricart, Rino, Sánchez, Torredeflot és Vilanova.
Az első öt idényben a Valencia CF hozzászokott az élvonal magasabb követelményeihez és a spanyol polgárháborút követően megkezdődött a klub egyik legsikeresebb korszaka.

### Az 1940-es évek
A spanyol polgárháború után a klubnak szembe kellett néznie a változásokkal. A játékosok nagy része ekkorra már távozott a csapatból. A katonai uralom alá helyezett kluboknál, ilyen volt a Valencia CF is, a professzionalizmust teljesen meg akarták szüntetni. A polgárháború alatt a Mestalla Stadion is jelentős károkat szenvedett a sorozatos légitámadások alatt. A felújítás után a férőhelyek száma 22 ezerre növekedett. A klub elnöke 1939 júniusában Alfredo Giménez Buesa őrnagy, majd áthelyezése után addigi helyettese, Luis Casanova lett. Ez a változás azonban pozitív volt a Valencia CF számára. Casanova irányítása alatt a klub a legszebb időszakát élte. A következő évtizedben a Valencia CF 3 bajnoki címet nyert és 2 alkalommal lett kupagyőztes a spanyol labdarúgókupában. A sikert számos tényező tette lehetővé. Egyrészt a már említett Luis Casanova elnök pozitív hozzáállása. Másrészt a csapat meghatározó játékosai nem hagyták el a klubot a polgárháború alatt. Ebben az időszakban játszottak a Valencia CF-ben az „elektromos csatárok”, név szerint Epi, Amadeo, Mundo, Asensi és Gorostiza. A kispadon helyet kapó játékosok, többek között Cubells, Moncho Encinas, Pasarín és Jacinto Quincoces is számottevően hozzájárultak a sikerhez. Emellett a Mestalla Stadion újjáépítése és a Valencia CF fiókcsapatának (Club Deportivo Mestalla) létrehozása is segítette a klubot.
A csapat kapusa ekkor Ignacio Eizaguirre volt. A védelemben tökéletes volt az összhang Álvaro és Juan Ramón között. A támadásokat pedig az „elektromos csatárok” vezették. Az 1941-es év elhozta a klub első sikerét. A spanyol labdarúgókupát az RCD Espanyol ellenében nyerte el a csapat. A bajnokságban ebben az évben a 3. helyen végzett a klub. Emellett a Valencia CF számos játékost adott a spanyol labdarúgó-válogatottnak. A következő, 1941‑1942-es szezonban a csapat első ízben szerezte meg a spanyol bajnoki címet. Az idény során (26 mérkőzésen) a Valencia CF 85 találatot szerzett, a Mestalla Stadion pedig valóságos erőd lett, ahol egyedül az Atlético Aviación tudta legyőzni a csapatot. A spanyol gólkirályi címet is valenciai játékos, Edmundo Suárez (becenevén Mundo) nyerte el 27 találattal.
Az 1943–1944-es szezonban a Valencia csapata ismét elnyerte a bajnoki címet és Mundo 27 találattal újból gólkirály lett. A sikeres szereplés tovább folytatódott és az 1946-47-es idényben a csapat szintén bajnokságot nyert az utolsó fordulóban, a Sporting de Gijón elleni 6:0-ra nyert találkozónak köszönhetően. Emellett még két alkalommal a második helyen végzett, az 1947-48-as és az 1948-49-es bajnokság végén. A spanyol labdarúgókupában 2 alkalommal, az 1940-41-es és az 1948-49-es szezonban diadalmaskodott a Valencia CF. Emellett 3 ízben, az 1943-44-es, az 1944-45-ös és az 1945-46-os idényben is bejutott a döntőbe, amelyet végül elveszített. Az első 2 döntőt az Athletic Club nyerte 2:0, illetve 3:2 arányban, a harmadikat pedig a Real Madrid csapata 3:1-re. Mindhárom mérkőzést Barcelona városában játszották. Az 1940-es évek végén bekövetkezett a csapat fiatalítása.

### Az 1950-es évek
Bár ebben az évtizedben nem sikerült megismételni a korábbi sikereket, de a klub továbbra is jelentős szerepet játszott a bajnokságban. A valenciai klubtól az irányító szerepet az FC Barcelona és a Real Madrid vette át. A klub megnőtt jelentőségére és a nagy számú Valencia CF szurkolóra való tekintettel ebben az időszakban sor került a Mestalla Stadion korszerűsítésére is. Ennek következtében a stadion befogadóképessége 45 000 főre nőtt. Az anyagi ráfordítás következtében azonban sokszor nem jutott elegendő pénz a csapat megerősítésére. Az 1950-es évek két legkiemelkedőbb Valencia játékosa Antonio Puchades és Jacinto Quincoces volt.

## Meztörténet
| 1919-1924    | 1924-1960    | 1960-1994    | 1994-1995 | 1995-1999 | \| \| \| \| \| \| \| \| \| \| \| \| \| \| \| \| \| 1999−2008 \| \| \| |  |  |
| Csapatszínek | Csapatszínek | Csapatszínek |           |           |                                                                       |  |  |
| Csapatszínek |              |              |           |           |                                                                       |  |  |
| Csapatszínek |              |              |           |           |                                                                       |  |  |
|              |              |              |           |           |                                                                       |  |  |
| 1999−2008    |              |              |           |           |                                                                       |  |  |

## Sikerek
- Spanyol bajnokság 
  - Bajnokok (6): 1941–42, 1943–44, 1946–47, 1970–71, 2001–02, 2003–04
  - Másodikok (6): 1947–48, 1948–49, 1952–53, 1971–72, 1989–90, 1995–96
- Spanyol kupa
  - Győztesek (8): 1940–41, 1948–49, 1953–54, 1966–67, 1978–79, 1998–99, 2007–08, 2018–19
  - Döntősök (10): 1933–34, 1936–37, 1943–44, 1944–45, 1945–46, 1951–52, 1969–70, 1970–71, 1971–72, 1994–95
- Spanyol Szuperkupa
  - Győztesek (2): 1949, 1999
  - Döntősök (3): 2002, 2004, 2008
- Spanyol másodosztály
  - Bajnokok (2): 1930–31, 1986–87
- Campeonato de Levante
  - Győztesek (3): 1922–23, 1924–25, 1936–37
- Campeonato de Valencia
  - Győztesek (8): 1925–26, 1926–27, 1930–31, 1931–32, 1932–33, 1933–34, 1937–38, 1939–40
- UEFA-kupa
  - Győztesek (3): 1961–62, 1962–63, 2003–04
  - Döntősök (1): 1963–64
- KEK
  - Győztesek (1): 1979–80
- UEFA-szuperkupa
  - Győztesek (2): 1980, 2004
- IFFHS Az év csapata
  - 1 2004
- Intertotó-kupa
  - Győztesek (1): 1998
  - Döntősök (1): 2005
- UEFA-bajnokok ligája
  - Döntősök (2): 1999–00, 2000–01

## Játékoskeret

### Jelenlegi keret
Utolsó módosítás: 2024. május 9.
A vastaggal jelzett játékosok felnőtt válogatottsággal rendelkeznek.
A dőlttel jelzett játékosok kölcsönben szerepelnek a klubnál.
| Mezszám                | Név                  | Nemzetiség       | Születési hely    | Születési idő (kor)            | Korábbi csapat           | Érték(€)   | Szerződés lejárta |
| Kapusok                | Kapusok              | Kapusok          | Kapusok           | Kapusok                        | Kapusok                  | Kapusok    | Kapusok           |
| ---------------------- | -------------------- | ---------------- | ----------------- | ------------------------------ | ------------------------ | ---------- | ----------------- |
| 1                      | Jaume Doménech       | SPA              | Almenara          | 1990. november 5. (34 éves)    | Utánpótlásból került fel | 900 000    | 2025.06.30.       |
| 13                     | Cristian Rivero      | SPA              | Gandia            | 1998. március 21. (26 éves)    | Utánpótlásból került fel | 200 000    | 2024.06.30.       |
| 28                     | Giorgi Mamardashvili | GEO              | Tbiliszi          | 2000. szeptember 29. (24 éves) | SZK Dinamo Tbiliszi      | 35 000 000 | 2027.06.30.       |
| Védők                  |                      |                  |                   |                                |                          |            |                   |
| 3                      | Cristhian Mosquera   | SPA · Kolumbia   | Alicante          | 2004. június 27. (20 éves)     | Utánpótlásból került fel | 15 000 000 | 2026.06.30.       |
| 4                      | Mouctar Diakhaby     | GUI · FRA        | Vendôme           | 1996. december 19. (28 éves)   | Olympique Lyonnais       | 4 000 000  | 2027.06.30.       |
| 12                     | Thierry Correia      | POR · CPV        | Amadora           | 1999. március 9. (26 éves)     | Sporting CP              | 6 000 000  | 2026.06.30.       |
| 14                     | José Gayà            | SPA              | Pedreguer         | 1995. május 25. (29 éves)      | Utánpótlásból került fel | 30 000 000 | 2027.06.30.       |
| 15                     | Cenk Özkacar         | TUR              | İzmir             | 2000. október 6. (24 éves)     | Olympique Lyonnais       | 2 000 000  | 2028.06.30.       |
| 20                     | Dimitri Foulquier    | Guadeloupe · FRA | Sarcelles         | 1993. március 23. (31 éves)    | Granada CF               | 2 500 000  | 2025.06.30.       |
| 21                     | Jesús Vázquez        | SPA              | Mérida            | 2003. január 2. (22 éves)      | Utánpótlásból került fel | 2 000 000  | 2025.06.30.       |
| 34                     | Yarek Gasiorowski    | SPA · POL        | Polinyà de Xúquer | 2005. január 12. (20 éves)     | Utánpótlásból került fel | 10 000 000 | 2025.06.30.       |
| Középpályások          |                      |                  |                   |                                |                          |            |                   |
| 6                      | Hugo Guillamón       | SPA              | San Sebastián     | 2000. január 31. (25 éves)     | Utánpótlásból került fel | 8 000 000  | 2026.06.30.       |
| 8                      | Javi Guerra          | SPA              | Valencia          | 2003. május 13. (21 éves)      | Utánpótlásból került fel | 20 000 000 | 2027.06.30.       |
| 10                     | André Almeida        | POR              | Guimarães         | 2000. május 30. (24 éves)      | Vitória SC               | 15 000 000 | 2028.06.30.       |
| 18                     | Pepelu               | SPA              | Dénia             | 1998. augusztus 11. (26 éves)  | Levante UD               | 16 000 000 | 2028.06.30.       |
| 19                     | Szelím Ámalah        | MOR · BEL        | Hautrage          | 1996. november 15. (28 éves)   | Real Valladolid CF       | 2 000 000  | 2024.06.30.       |
| 27                     | Pablo Gozálbez       | SPA              | Valencia          | 2001. április 30. (23 éves)    | Utánpótlásból került fel | 800 000    | 2025.06.30.       |
| Támadók                |                      |                  |                   |                                |                          |            |                   |
| 7                      | Sergi Canós          | SPA              | Nules             | 1997. február 2. (28 éves)     | Brentford FC             | 2 500 000  | 2027.06.30.       |
| 9                      | Hugo Duro            | SPA              | Getafe            | 1999. november 10. (25 éves)   | Getafe CF                | 16 000 000 | 2026.06.30.       |
| 11                     | Peter Federico       | DOM · SPA        | Madrid            | 2002. július 25. (22 éves)     | Real Madrid Castilla     | 3 000 000  | 2024.06.30.       |
| 16                     | Diego López          | SPA              | Turón             | 2002. május 13. (22 éves)      | Utánpótlásból került fel | 12 000 000 | 2027.06.30.       |
| 17                     | Roman Jaremcsuk      | UKR              | Lviv              | 1995. november 27. (29 éves)   | Club Brugge KV           | 4 000 000  | 2024.06.30.       |
| 22                     | Alberto Marí         | SPA              | Alicante          | 2001. július 11. (23 éves)     | Utánpótlásból került fel | 800 000    | 2026.06.30.       |
| 23                     | Fran Pérez           | SPA              | Valencia          | 2002. szeptember 9. (22 éves)  | Utánpótlásból került fel | 8 000 000  | 2026.06.30.       |
| 30                     | Hugo González        | SPA              | Valencia          | 2003. február 7. (22 éves)     | Utánpótlásból került fel | 250 000    | 2027.06.30.       |
| Kölcsönadott játékosok |                      |                  |                   |                                |                          |            |                   |
| Név                    | Poszt                | Nemzetiség       | Születési hely    | Születési idő (kor)            | Kölcsönben itt           | Érték (€)  | Kölcsön lejárta   |
| Eray Cömert            | védő                 | SWI · TUR        | Rheinfelden       | 1998. február 4. (27 éves)     | FC Nantes                | 4 000 000  | 2024.06.30.       |
| Samu Castillejo        | támadó               | SPA              | Málaga            | 1995. január 18. (30 éves)     | US Sassuolo Calcio       | 1 000 000  | 2024.06.30.       |

## Jelentős játékosok

### Spanyol labdarúgók
| - Guillermo Gorostiza 1940‑1946 - Ignacio Eizaguirre 1941‑1950 - Antonio Puchades 1946‑1960 - Enrique Saura 1975‑1986 - Miguel Tendillo 1978‑1986 - José Manuel Sempere 1980‑1995 - Roberto Fernández 1981‑1986 és 1990‑1996 - Fernando Gómez 1983‑1998 - Quique Sánchez Flores 1984‑1994 - Salvador González Marco (Voro vagy Boro) 1985‑1993 - Francisco José Camarasa 1987‑2000 - Eloy Olaya 1988‑1995 - José Manuel Ochotorena 1988‑1992 | - Gaizka Mendieta 1992‑2001 - Andoni Zubizarreta 1994‑1998 - Javier Farinós 1996‑2000 - Mista 2001‑2007 - Javi Navarro 1993‑1999 - Andrés Palop 1995‑1996 és 1999‑2005 - David Albelda 1997‑1998 és 1999‑ - Santiago Canizares 1998‑2008 - Rubén Baraja 2000‑2010 - Salva 2001‑2005 - David Silva 2002‑2003, 2004‑2005 és 2006‑2010 - David Villa 2005‑2010 - Vicente 2000‑2011 | - Raúl Albiol 2002-2009 - David Silva 2002-2010 - Pablo Hernández 2003-2012 - Fernando Morientes 2006‑2009 - Joaquín 2006-2011 - Juan Mata 2007-2011 - Daniel Parejo 2011-2020 - José Gayà 2012- - Rodrigo 2014-2020 - Carlos Soler 2014- |

### Külföldi labdarúgók
| - Rabáh Mádzser 1987‑1988 - Mario Kempes 1976‑1981, 1982‑1984 és 1992‑1993 - Juan Antonio Pizzi 1993‑1994 - Ariel Ortega 1996‑1998 - Claudio López 1996‑2000 - Kily González 1999‑2003 - Mauricio Pellegrino 1999‑2005 - Pablo Aimar 2000‑2006 - Roberto Ayala 2000‑2007 - Éver Banega 2008-2014 - Pablo Piatti 2011-2017 - Kurt Jara 1973‑1976 - Leonardo 1991‑1993 - Mazinho 1994‑96 - Viola 1995‑1997 - Romário 1996‑1998 - Marcelinho Carioca 1997‑1998 - Fábio Aurélio 2000‑2006 - Ricardo Oliveira 2003‑2004 - Jonas 2011-2014 - Diego Alves 2011-2017 - Gabriel Paulista 2017- | - Ljuboszlav Penev 1989‑1995 - Frank Arnessen 1981‑1982 - Daniel Wass 2018-2022 - Jocelyn Angloma 1997‑2002 - Alain Roche 1998‑2000 - Didier Deschamps 2000‑2001 - Anthony Réveillère 2002‑2003 - Jérémy Mathieu 2009-2014 - Johnny Rep 1975‑1977 - Patrick Kluivert 2005‑2006 - Faas Wilkes 1953‑1956 és 1958‑1959 - Goran Vlaović 1996‑2000 - Miroslav Djukić 1997‑2003 - Víctor Aristizábal 1993‑1994 - Rainer Bonhof 1978‑1980 - John Carew 2000‑2004 - Amedeo Carboni 1997‑2006 - Cristiano Lucarelli 1998‑1999 - Bernardo Corradi 2004‑2005 - Stefano Fiore 2004‑2005 - Marco Di Vaio 2004‑2006 - Salif Keita 1973‑1977 | - Mohamed Sissoko 2003‑2005 - Luis Flores 1988‑1989 - Predrag Mijatović 1993‑1996 - Oleg Szalenko 1994‑1995 - Valerij Karpin 1996‑1997 - Rommel Fernández 1991‑1992 - José del Solar 1997‑1998 - Marco Caneira 2004‑2006 és 2007‑2008 - Gonçalo Guedes 2017-2022 - Miodrag Belodedici 1992‑1994 - Adrian Ilie 1997‑2002 - Gabriel Popescu 1998‑1999 - Stefan Schwarz 1998‑1999 - Joachim Björklund 1998‑2002 - Zlatko Zahovič 2000‑2001 - Miguel Bossio 1986‑1991 |

## Edzők
- 1921–1922: Juan Armet (Kinké)
- 1922–1923: Agustín Sancho
- 1923–1927: Anton Fivber
- 1927–1929: James Herriot
- 1929–1931: Anton Fivber
- 1931–1933: Rodolfo Galloway
- 1933–1934: Jack Greenwell
- 1934–1935: Anton Fivber
- 1935–1936: Andrés Balsa
- 1939–1942: Ramón Encinas
- 1942–1943: Leopoldo Costa (Rino)
- 1943–1946: Eduardo Cubells
- 1946–1948: Luis Casas (Pasarín)
- 1948–1954: Jacinto Quincoces
- 1954–1956: Carlos Iturraspe
- 1956–1958: Luis Miró
- 1958–1959: Jacinto Quincoces
- 1959–1960: Pedro Otto Bumbel
- 1960–1962: Domingo Balmanya
- 1962–1963: Alejandro Scopelli
- 1963–1964: Bernardino Pérez (Pasieguito)
- 1964–1965: Edmundo Suárez (Mundo)
- 1965–1966: Sabino Barinaga
- 1966–1968: Edmundo Suárez (Mundo)
- 1968–1969: José Iglesias (Joseíto)
- 1969–1970: Enrique Buqué Salvador Artigas
- 1970–1974: Alfredo di Stéfano
- 1974–1975: Milovan Ćirić
- 1975: Dragoljub Milošević
- 1975–1976: Manuel Mestre
- 1976–1977: Heriberto Herrera
- 1977: Manuel Mestre
- 1977–1979: Marcel Domingo
- 1979: Bernardino Pérez (Pasieguito)
- 1979–1980: Alfredo di Stéfano
- 1980–1982: Bernardino Pérez Pasieguito
- 1982: Manuel Mestre
- 1982–1983: Miljan Miljanić
- 1983: Koldo Aguirre
- 1983–1984: Paquito García
- 1984–1985: Roberto Gil
- 1985–1986: Óscar Valdez
- 1986–1988: Alfredo di Stéfano
- 1988: Roberto Gil
- 1988–1991: Víctor Espárrago
- 1991–1993: Guus Hiddink
- 1993: Francisco Real
- 1993–1994: Héctor Núñez
- 1994: José Manuel Rielo
- 1994: Guus Hiddink
- 1994–1995: Carlos Alberto Parreira
- 1995: José Manuel Rielo
- 1995–1997: Luis Aragonés
- 1996–1997: Jorge Valdano
- 1997: José Manuel Rielo
- 1997–1999: Claudio Ranieri
- 1999–2001: Héctor Cúper
- 2001–2004: Rafael Benítez
- 2004–2005: Claudio Ranieri
- 2005: Antonio López
- 2005–2007: Quique Sánchez Flores
- 2007: Oscar Fernández
- 2007–2008: Ronald Koeman
- 2008: Voro
- 2008–2012: Unai Emery
- 2012: Mauricio Pellegrino
- 2012–2013: Ernesto Valverde
- 2013: Miroslav Đukić
- 2013–2014: Juan Antonio Pizzi
- 2014–2015: Nuno Espírito Santo
- 2015: Voro
- 2015–2016: Gary Neville
- 2016: Pako Ayestarán
- 2016: Voro
- 2016: Cesare Prandelli
- 2016–2017: Voro
- 2017–2019: Marcelino García Toral
- 2019–2020:Albert Celades
- 2020: Voro
- 2020–2021:Javi Gracia[9]
- 2021–2022: José Bordalás
- 2022–2023: Gennaro Gattuso
- 2023–: Rubén Baraja

## Elnökök
| - 1919-1922: Octavio Augusto Milego Díaz - 1922: Alfredo Aigües Ponce - 1922: Francisco Vidal Muñoz - 1922-1924: Ramón Leonarte Ribera - 1924: Francisco Romeu Zarandieta - 1924-1925: Pablo Verdeguer Comes - 1925-1929: Facundo Pascual Quilis - 1929-1932: Juan Giménez Cánovas - 1932-1933: Manuel García del Moral - 1933-1935: Adolfo Royo Soriano - 1935-1936: Francisco Almenar Quinzá - 1936: Luis Casanova Giner | - 1939-1940: Alfredo Giménez Buesa - 1940-1959: Luis Casanova Giner - 1959-1961: Vicente Iborra Gil - 1961-1973: Julio de Miguel y Martínez de Bujanda - 1973-1975: Francisco Ros Casares - 1976-1983: José Ramos Costa - 1983-1986: Vicente Tormo Alfonso - 1986: Pedro Cortés García - 1986-1993: Arturo Tuzón Gil - 1990: José Domingo - 1993-1994: Melchor Hoyos Pérez - 1994-1997: Francisco Roig Alfonso | - 1997-2001: Pedro Cortés García - 2001-2004: Jaime Ortí Ruiz - 2004-2007: Juan Bautista Soler - 2008: Agustin Morera - 2008‑2009: Vicente Soriano Serra - 2009: Javier Gómez Molina - 2009–2013: Manuel Llorente Martin - 2013: Fernando Giner Gil - 2013: Vicente Andreu Fajardo - 2013–2015: Amadeo Salvo - 2017–2022: Anil Murthy |

## Elsődleges források
- Hivatalos honlap (spanyol), (angol), (katalán), (japán)
- A spanyol bajnokság honlapja(spanyolul)

## Külső hivatkozások
- A Valencia CF profilja a Playerhistory honlapján (adatok és címerek)(angolul)
- A Valencia CF szurkolói oldala(angolul)
- A Valencia CF szurkolói oldala(magyarul)
- Az új Mestalla Stadion honlapja(spanyolul)